# 나카가야역
나카가야역(일본어: 中萱駅)은 일본 나가노현 아즈미노시에 위치한 동일본 여객철도 오이토 선의 철도역이다. 역 번호는 36번이며, 단선 승강장 1면 1선의 구조를 갖춘 지상역이다.

## 이용 현황
| 승차 인원 추이 | 승차 인원 추이 |
| 연도           | 1일 평균       |
| -------------- | -------------- |
| 2000           | 485            |
| 2001           | 460            |
| 2002           | 433            |
| 2003           | 422            |
| 2004           | 436            |
| 2005           | 454            |
| 2006           | 435            |
| 2007           | 385            |
| 2008           | 371            |
| 2009           | 353            |
| 2010           | 350            |
| 2011           | 351            |
| 2012           | 352            |
| 2013           | 342            |
| 2014           | 354            |
| 2015           | 395            |

## 역 주변
- 국도 제147호선

## 역사
- 1915년 5월 30일 : 시나노 철도의 역으로서 개업. 여객 · 화물의 취급을 개시.
- 1916년 9월 18일 : 미나미마쓰모토 역을 마쓰모토 역에 통합해서 공동 사용역화해, 이 역을 경유로의 여객 연락 수송을 개시.
- 1926년 1월 8일 : 시나노 철도가 전 노선 전철화해, 여객 열차를 전철화.
- 1937년 6월 1일 : 시나노 철도의 국유화.
- 1957년 8월 15일 : 나카쓰치역 - 고타키역 간이 개통해서 전 노선 개통해, 오이토 선으로 개칭.
- 1960년 6월 1일 : 화물 취급 폐지.
- 1983년 3월 25일 : 간이 위탁화.
- 1987년 4월 1일 : 일본국유철도 분할 민영화에 의해, 동일본 여객철도가 승계.
- 2006년 8월 1일 : POS 단말 도입.

## 인접 역
| 동일본 여객철도 오이토 선   | 동일본 여객철도 오이토 선 | 동일본 여객철도 오이토 선                        |
| --------------------------- | ------------------------- | ------------------------------------------------ |
| 37 히토이치바 마쓰모토 방면 | ■ 오이토 선               | 미나미토요시나 35 미나미오타리 · 이토이가와 방면 |